# Trendafil Stojtschew
Trendafil Stojtschew (bulgarisch Трендафил Стойчев, engl. Transkription Trendafil Stoychev; * 18. Juli 1953 in Assenowgrad, Oblast Plowdiw) ist ein ehemaliger bulgarischer Gewichtheber. Er wurde 1974 Weltmeister und gewann bei den Olympischen Spielen 1976 eine Silbermedaille jeweils im Leichtschwergewicht.

## Werdegang
Trendafil Stojtschew kam als Jugendlicher im Rahmen einer Talentsucheoffensive, die vom damaligen Nationaltrainer der bulgarischen Gewichtheber Iwan Abadschiew initiiert worden war, zum Gewichtheben. Er stammte aus Assenowgrad und startete auch für den dortigen Sportclub Asenowets. Während seiner Gewichtheberlaufbahn war er Armeeangehöriger, besuchte aber auch die Sporthochschule in Sofia und wurde dort zum Gewichtheber-Trainer ausgebildet.
Auf der internationalen Gewichtheberbühne erschien er erstmals im Jahre 1972, als er bei einem Gewichtheber-Turnier der österreichischen Tageszeitung Volksstimme in Wien im Mittelgewicht mit 410 kg im olympischen Dreikampf den 2. Platz hinter dem sowjetischen Sportler Smirnow, 420 kg, belegte. 1973 erzielte er bei einem Turnier in Pjöngjang im Zweikampf, das Drücken war zwischenzeitlich abgeschafft worden, 312,5 kg im Mittelgewicht und siegte damit vor Grigorjew aus der UdSSR, der ebenfalls 312,5 kg erreichte.
1974 wurde Trendafil Stojtschew erstmals bei internationalen Meisterschaften eingesetzt. Er startete bei der Europameisterschaft in Verona und belegte im Leichtschwergewicht mit 347,5 kg (152,5–195) den 2. Platz hinter Wladimir Ryschenkow aus der UdSSR, der auf 357,5 kg kam. Einer seiner größten Erfolge in seiner Laufbahn gelang ihm dann im gleichen Jahr bei der Weltmeisterschaft in Manila, denn er gewann dort den Weltmeistertitel im Zweikampf mit 350 kg (155–195) vor Leif Jensen aus Norwegen, der ebenfalls 350 kg erzielte, aber etwas schwerer als Trendafil Stojtschew war und Rolf Milser aus der Bundesrepublik Deutschland, der auf 347,5 kg kam.
1975 steigerte Trendafil Stojtschew seine Zweikampfleistung bei der Welt- und Europameisterschaft in Moskau im Leichtschwergewicht auf 357,5 kg (162,5–195). Walery Schary aus der UdSSR erzielte aber die gleiche Leistung und wurde, weil er etwas leichter war als Stojtschew, neuer Welt- und Europameister.
Im Olympiajahr 1976 verbesserte sich Trendafil Stojtschew weiter. Er erreichte bei der Europameisterschaft in Berlin im Zweikampf 365 kg (167,5–197,5) und doch reichte diese Leistung hinter Walery Schary, der auf 367,5 kg (165–202,5) und seinem Landsmann Blagoj Blagojew, der 365 kg (165–200) hob, nur zum 3. Platz. Bei den Olympischen Spielen in Montreal schaffte er im Zweikampf 360 kg (162,5–197,5 kg). Er kam mit dieser Leistung ursprünglich auf den 3. Platz hinter Walery Schary, 365 kg (162,5–202,5) und Blagoj Blagojew, 362,5 kg (162,5–200). Blagojew wurde jedoch nachträglich wegen Dopings disqualifiziert und Trendafil Stojtschew die Silbermedaille zugesprochen.
1977 war Trendafil Stojtschew bei der Welt- und Europameisterschaft in Stuttgart in einer unerklärlich schwachen Form. Er schaffte im Reißen nur einen gültigen Versuch mit 150 kg und versagte im Stoßen dreimal an seinem Anfangsgewicht von 182,5 kg. Er blieb damit ohne Zweikampfleistung und schied unplatziert aus.
Danach erschien er bei keiner internationalen Meisterschaft mehr. Als Ergebnis ist noch sein 2. Platz bei der V. National-Spartakiade 1979 in Sofia bekannt. Er schaffte dort im Leichtschwergewicht im Zweikampf 352,5 kg (160–192,5) und wurde damit Zweiter hinter seinem Landsmann Kamenopolski, der auf 357,5 kg kam.
Nach seiner aktiven Zeit arbeitete Trendafil Stojtschew in Bulgarien als Gewichthebertrainer. In den 1990er Jahren war er in gleicher Funktion in Indien und nach dem Jahre 2004 in Vietnam tätig.

## Internationale Erfolge
| Jahr | Platz  | Wettbewerb                                | Gewichtsklasse | |
| ---- | ------ | ----------------------------------------- | -------------- | --- |
| 1972 | 2.     | Turnier der „Volksstimme“ in Wien         | Mittel         | mit 410 kg, hinter Smirnow, UdSSR, 420 kg |
| 1972 | 1.     | Donau-Pokal-Turnier (Junioren) in Štúrovo | Mittel         | mit 427,5 kg (135-130-162,5), vor Péter Baczakó, Ungarn, 407,5 kg                                                                                                   |
| 1973 | 2.     | Intern. Turnier in Havanna                | Mittel         | mit 300 kg (137,5–162,5), hinter Peter Wenzel, DDR, 300 kg, vor Smirnow, 300 kg                                                                                     |
| 1973 | 4.     | Turnier der Freundschaft in Taschkent     | Mittel         | mit 297,5 kg, hinter Mohamed Trabulsi, Libanon, 317,5 kg, Maschenkin, UdSSR, 305 kg u. Ondrej Hekel, ČSSR, 300 kg                                                   |
| 1973 | 1.     | Turnier der Freundschaft in Pjöngjang     | Mittel         | mit 312,5 kg, vor Grigorjew, UdSSR, 312,5 kg |
| 1974 | 2.     | EM in Verona                              | Leichtschwer   | mit 347,5 kg (152,5–195), hinter Wladimir Ryschenkow, UdSSR, 357,5 kg, vor R. Rusew, Bulgarien, 345 kg                                                              |
| 1974 | 1.     | WM in Manila                              | Leichtschwer   | mit 350 kg (155–195), vor Leif Jensen, Norwegen, 350 kg u. Rolf Milser, BRD, 347,5 kg                                                                               |
| 1975 | 2.     | WM + EM (2.) in Moskau                    | Leichtschwer   | mit 357,5 kg (162,5–195), hinter Walery Schary, UdSSR, 357,5 kg (162,5–195), vor Juhani Avellan, Finnland, 350 kg (155–195)                                         |
| 1975 | 1.     | Balkan-Meisterschaft in Sombor            | Leichtschwer   | mit 345 kg, vor Urankar, Jugoslawien, 297,5 kg |
| 1976 | 3.     | EM in Berlin (Ost)                        | Leichtschwer   | mit 365 kg (167,5–197,5), hinter Walery Schary, 367,5 kg (165–202,5) u. Blagoj Blagojew, Bulgarien, 365 kg (165–200)                                                |
| 1976 | Silber | OS in Montreal                            | Leichtschwer   | mit 360 kg (162,5–197,5), hinter Walery Schary, 365 kg (162,5–202,5); der ursprüngliche Silbermedaillengewinner Blagoj Blagojew wurde wegen Dopings disqualifiziert |
| 1977 | unpl.  | WM + EM in Stuttgart                      | Leichtschwer   | nach 150 kg im Reißen im Stoßen 3 Fehlversuche mit 182,5 kg und deshalb ohne Zweikampfleistung                                                                      |

## WM- & EM-Einzelmedaillen
- WM-Silbermedaillen: 1974/Reißen/Leichtschwer – 1975/Reißen/Leichtschwer – 1976/Reißen/Leichtschwer
- WM-Bronzemedaillen: 1975/Stoßen/Leichtschwer – 1976/Stoßen/Leichtschwer
- EM-Goldmedaillen: 1976/Reißen/Leichtschwer
- EM-Silbermedaillen: 1974/Stoßen/Leichtschwer – 1975/Stoßen/Leichtschwer
- EM-Bronzemedaillen: 1974/Reißen/Leichtschwer – 1975/Stoßen/Leichtschwer

## Weltrekorde
| Datum    | Ort    | Disziplin | Gewichtsklasse | Leistung |
| -------- | ------ | --------- | -------------- | -------- |
| 08.04.76 | Berlin | Reißen    | Leichtschwer   | 167,5 kg |
| 22.05.76 | Sofia  | Zweikampf | Leichtschwer   | 372,5 kg |

Erläuterungen
- bis 1972 alle Wettkämpfe im olympischen Dreikampf, bestehend aus Drücken, Reißen und Stoßen,
- seit 1973 alle Wettkämpfe im Zweikampf, bestehend aus Reißen und Stoßen,
- OS = Olympische Spiele,
- WM = Weltmeisterschaften,
- EM = Europameisterschaften,
- Mittelgewicht, damals bis 75 kg Körpergewicht,
- Leichtschwergewicht, damals bis 82,5 kg Körpergewicht
- Die Ergebnisse bei den Olympischen Spielen 1976 galten gleichzeitig als Weltmeisterschaften